# شهرستان خئومنو
شهرستان خئومنو (به لهستانی: Chełmno County) یک شهرستان در لهستان است که در استان کویافسکو-پومورسکی واقع شده‌است.

## خصوصیات
شهرستان خئومنو ۵۲۷٫۶۲ کیلومترمربع مساحت و ۵۱٬۴۲۵ نفر جمعیت دارد.